# Isle of Man TT 1921
De Isle of Man TT 1921 was de tiende uitvoering van de Isle of Man TT. Ze werd op dinsdag 14 juni en donderdag 14 juni 1921 verreden op de Snaefell Mountain Course, een stratencircuit op het eiland Man.

## Algemeen
| 1921 | - Junior machine wint Senior race (Howard R. Davies, AJS) - Nieuw ronderecord Junior TT (Howard R. Davies, AJS, 55,15 mph) - Nieuw ronderecord Senior TT (Freddie Edmond, Triumph, 56,4 mph) |

Nadat de Isle of Man TT in 1920 mondjesmaat op gang was gekomen, waren er dankzij de inzet van twaalf fabrieksteams in 1921 133 deelnemers. AJS sloeg een grote slag, toen het met de in 1920 door Harry Stevens ontwikkelde 350cc-machine met kopklepmotor niet alleen de Junior TT domineerde, maar met diezelfde 350cc-machine ook de 500cc-Senior TT won. Na de proef in 1920 met 250cc-motoren in de Junior TT zette men dat nu voort en naast Levis kwam nu ook New Imperial met zo'n lichte machine aan de start (en won). Er werd in 1921 al voorzichtig gesproken over het toevoegen van de zijspanklasse. Zijspannen voor normaal (straat-)gebruik waren in het Verenigd Koninkrijk al heel lang populair, maar de fabrikanten zagen er niets in en het idee werd voorlopig in de kast gezet.

## Senior TT
Donderdag 16 juni, zes ronden (364 km), motorfietsen tot 500 cc.
In de Senior TT wisselde de leiding elke ronde. Het ging tussen Alec Bennett met de Sunbeam, Freddie Dixon met de Indian en Freddie Edmond met de Triumph. Edmond reed een nieuw ronderecord met 56,4 mijl per uur. Intussen reed Howard R. Davies met zijn 350cc-AJS steeds dreigend op de tweede plaats. Uiteindelijk viel Edmund terug en Davies werd de eerste (en enige) coureur die de Senior won met een Junior-motorfiets. Hij had op de streep zelfs ruim twee minuten voorsprong op Dixon.
| Pos | Coureur            | Merk    | Tijd      | Snelheid  |
| --- | ------------------ | ------- | --------- | --------- |
| 1   | Howard R. Davies   | AJS 350 | 4:09"22'0 | 54,49 mph |
| 2   | Freddie Dixon      | Indian  | 4:11"25'0 | 54,01 mph |
| 3   | Bert le Vack       | Indian  | 4:12"06'0 | 53,91 mph |
| 4   | Alec Bennett       | Sunbeam | 4:14"11'0 | 53,47 mph |
| 5   | Jack Watson-Bourne | Triumph | 4:18"55'0 | 52,49 mph |
| 6   | J. Mitchell        | Norton  | 4:24"04'0 | 51,46 mph |
| 7   | Freddie Edmond     | Triumph |           |           |
| 8   | George Dance       | Sunbeam |           |           |
| 9   | Tom Sheard         | Sunbeam |           |           |
| 10  | F. Townsend        | Sunbeam |           |           |
| 11  | D. Alexander       | Norton  |           |           |
| 12  | J. Hollowell       | Norton  |           |           |
| 13  | Walter Brandish    | Rover   |           |           |
| 14  | H. Harris          | AJS     |           |           |
| 15  | N. Brown           | Indian  |           |           |
| 16  | G. Shemans         | Triumph |           |           |
| 17  | R. Stanfield       | Scott   |           |           |
| 18  | P. Braid           | Triumph |           |           |
| 19  | M. Edmunds         | Triumph |           |           |
| 20  | N. Black           | Douglas |           |           |

| Coureur          | Merk    | Oorzaak |
| ---------------- | ------- | ------- |
| Alfred Alexander | Douglas |         |
| Graham Walker    | Norton  |         |
| Tom Simister     | BSA     |         |
| Tommy de la Hay  | Sunbeam |         |
| Douglas Brown    | Norton  |         |

## Junior TT
Dinsdag 14 juni, vijf ronden (304 km), motorfietsen tot 350 cc.
Met de door Harry Stevens ontwikkelde 350cc-kopklepper was AJS oppermachtig in de Junior TT. Aan het einde van de dag bezette het de eerste vier plaatsen. Aanvankelijk ging Howard R. Davies aan de leiding. Hij reed een ronderecord van 55,15 mijl per uur, maar hij moest bij Windy Corner een band plakken. Daardoor nam Jim Whalley met zijn Massey-Arran de leiding over, maar in de laatste ronde kreeg ook hij bij Windy Corner een lekke band. Nu won Eric Williams voor Davies en Manxman Tom Sheard. Walley finishte als vijfde. De winst van de 250cc-klasse door Doug Prentice leverde New Imperial geen windeieren op. De verkopen stegen behoorlijk.
| \| Pos \| Coureur \| Merk \| Tijd \| Snelheid \| Lightweight Class \| \| --- \| ----------------- \| ------------ \| --------- \| --------- \| ----------------- \| \| 1 \| Eric Williams \| AJS \| 3:37"23'0 \| 52,21 mph \| \| \| 2 \| Howard R. Davies \| AJS \| 3:41"10'0 \| 51,20 mph \| \| \| 3 \| Tom Sheard \| AJS \| 3:49"09'0 \| 49,52 mph \| \| \| 4 \| George Kelly \| AJS \| 3:49"22'0 \| 49,38 mph \| \| \| 5 \| Jim Whalley \| Massey-Arran \| 3:52"39'0 \| 48,67 mph \| \| \| 6 \| Ossie Wade \| AJS \| 3:59"02'0 \| 47,39 mph \| \| \| 7 \| H. Howarth \| DOT-JAP \| 4:05"14'0 \| 46,49 mph \| \| \| 8 \| H. Harris \| AJS \| 4:10"09'0 \| 45,27 mph \| \| \| 9 \| R. Carey \| Blackburne \| 4:12"14'0 \| 44,91 mph \| \| \| 10 \| Doug Prentice \| New Imperial \| 4:12"37'0 \| 44,82 mph \| 1e \| \| 11 \| Geoff Davison \| Levis \| \| \| 2e \| \| 12 \| W. Harrison \| Velocette \| \| \| \| \| 13 \| Frank W. Applebee \| Levis \| \| \| 3e \| \| 14 \| R. Humphreys \| Velocette \| \| \| \| \| 15 \| E. Jacolbs \| Coulson-B \| \| \| \| \| 16 \| P. Newman \| Ivy \| \| \| \| \| 17 \| A. Millar \| Martin \| \| \| \| \| 18 \| W. Lord \| Hobart \| \| \| \| \| 19 \| G. Browne \| New Scale \| \| \| \| \| 20 \| J. Emerson \| Douglas \| \| \| \| |                   |              |           |           |                   |
| Pos | Coureur           | Merk         | Tijd      | Snelheid  | Lightweight Class |
| 1 | Eric Williams     | AJS          | 3:37"23'0 | 52,21 mph |                   |
| 2 | Howard R. Davies  | AJS          | 3:41"10'0 | 51,20 mph |                   |
| 3 | Tom Sheard        | AJS          | 3:49"09'0 | 49,52 mph |                   |
| 4 | George Kelly      | AJS          | 3:49"22'0 | 49,38 mph |                   |
| 5 | Jim Whalley       | Massey-Arran | 3:52"39'0 | 48,67 mph |                   |
| 6 | Ossie Wade        | AJS          | 3:59"02'0 | 47,39 mph |                   |
| 7 | H. Howarth        | DOT-JAP      | 4:05"14'0 | 46,49 mph |                   |
| 8 | H. Harris         | AJS          | 4:10"09'0 | 45,27 mph |                   |
| 9 | R. Carey          | Blackburne   | 4:12"14'0 | 44,91 mph |                   |
| 10 | Doug Prentice     | New Imperial | 4:12"37'0 | 44,82 mph | 1e                |
| 11 | Geoff Davison     | Levis        |           |           | 2e                |
| 12 | W. Harrison       | Velocette    |           |           |                   |
| 13 | Frank W. Applebee | Levis        |           |           | 3e                |
| 14 | R. Humphreys      | Velocette    |           |           |                   |
| 15 | E. Jacolbs        | Coulson-B    |           |           |                   |
| 16 | P. Newman         | Ivy          |           |           |                   |
| 17 | A. Millar         | Martin       |           |           |                   |
| 18 | W. Lord           | Hobart       |           |           |                   |
| 19 | G. Browne         | New Scale    |           |           |                   |
| 20 | J. Emerson        | Douglas      |           |           |                   |

## Trivia

### Oudste en toekomstige deelnemer
Opnieuw trad Frank W. Applebee aan met de 211cc-Levis, waarmee hij dertiende werd in de Junior TT, maar derde in de 250cc-klasse. Hij was intussen 59 jaar oud. Intussen bevond zich in het publiek een 18-jarige jongen die ook wel interesse in racen had. Stanley Woods zou in 1922 voor het eerst deelnemen en in 1923 de eerste van zijn tien Isle of Man TT-overwinningen scoren.
1907 · 1908 · 1909 · 1910 · 1911 · 1912 · 1913 · 1914 · Eerste Wereldoorlog · 1920 · 1921 · 1922 · 1923 · 1924 · 1925 · 1926 · 1927 · 1928 · 1929 · 1930 · 1931 · 1932 · 1933 · 1934 · 1935 · 1936 · 1937 · 1938 · 1939 · Tweede Wereldoorlog · 1947 · 1948 · 1949 · 1950 ·1951 · 1952 · 1953 · 1954 · 1955 · 1956 · 1957 · 1958 · 1959 · 1960 · 1961 · 1962 · 1963 · 1964 · 1965 · 1966 · 1967 · 1968 · 1969 · 1970 · 1971 · 1972 · 1973 · 1974 · 1975 · 1976 · 1977 · 1978 · 1979 · 1980 · 1981 · 1982 · 1983 · 1984 · 1985 · 1986 · 1987 · 1988 · 1989 · 1990 · 1991 · 1992 · 1993 · 1994 · 1995 · 1996 · 1997 · 1998 · 1999 · 2000 · 2002 · 2003 · 2004 · 2005 · 2006 · 2007 · 2008 · 2009 · 2010 · 2011 · 2012 · 2013 · 2014